# Justin Hollins
Justin Hollins (Arlington, 15 gennaio 1996) è un giocatore di football americano statunitense che milita nel ruolo di linebacker per i Green Bay Packers della National Football League (NFL).

## Carriera

### Denver Broncos
Hollins fu scelto nel corso del quinto giro (156º assoluto) del Draft NFL 2019 dai Denver Broncos. Il 14 maggio 2019 firmò un contratto quadriennale. Debuttò come professionista subentrando nella gara del primo turno contro gli Oakland Raiders. Il primo sack in carriera lo mise a segno il 3 novembre contro i Cleveland Browns. La sua stagione da rookie si concluse con 21 tackle, un sack e 2 passaggi deviati in 15 partite, nessuna delle quali come titolare.

### Los Angeles Rams
Il 6 settembre 2020 Hollins firmò con i Los Angeles Rams. Il 13 febbraio 2022 scese in campo nel Super Bowl LVI vinto contro i Cincinnati Bengals 23-20, mettendo a segno un tackle e conquistando il suo primo titolo.

### Green Bay Packers
Il 24 novembre 2022 Collins firmò con i Green Bay Packers.

## Palmarès
- Super Bowl : 1

Los Angeles Rams: LVI
- National Football Conference Championship: 1

Los Angeles Rams: 2021